# Dänische Badminton-Mannschaftsmeisterschaft 2020/21
In der Dänischen Badminton-Mannschaftsmeisterschaft 2020/21 siegte im Final-Four-Turnier Skovshoved IF.

## Vorrunde
| Platz | Team                   | Spiele | Siege | Score | Sätze  | Punkte |
| ----- | ---------------------- | ------ | ----- | ----- | ------ | ------ |
| 1     | Vendsyssel BK          | 9      | 8     | 56-25 | 124-60 | 79     |
| 2     | Team Skælskør-Slagelse | 9      | 7     | 48-33 | 105-81 | 68     |
| 3     | Værløse BK             | 9      | 7     | 48-33 | 110-86 | 65     |
| 4     | Skovshoved IF          | 9      | 5     | 47-34 | 108-83 | 65     |
| 5     | Højbjerg/Via Biler     | 9      | 6     | 47-34 | 102-80 | 64     |
| 6     | Solrød Strand BK       | 9      | 3     | 46-35 | 107-88 | 58     |
| 7     | Gentofte BK            | 9      | 3     | 35-46 | 82-107 | 46     |
| 8     | Greve Strands BK       | 9      | 3     | 34-47 | 83-110 | 42     |
| 9     | Odense BK              | 9      | 3     | 28-53 | 73-109 | 36     |
| 10    | Aarhus AB              | 9      | 0     | 16-65 | 49-139 | 17     |

## Final Four
| Platz | Team                   | Spiele | Siege | Score | Sätze | Punkte |
| ----- | ---------------------- | ------ | ----- | ----- | ----- | ------ |
| 1     | Skovshoved IF          | 2      | 2     | 10-4  | 21-11 | 10     |
| 2     | Værløse BK             | 2      | 1     | 8-6   | 18-15 | 8      |
| 3     | Team Skælskør-Slagelse | 2      | 1     | 6-8   | 16-20 | 6      |
| 4     | Vendsyssel BK          | 2      | 0     | 4-10  | 14-23 | 4      |